# Traced in Air
Traced in Air is het tweede muziekalbum van de Amerikaanse muziekgroep Cynic. Het eerste album dateerde van 1993, waarna de band uit elkaar viel. Toen begin 2007 een reünietournee werd gehouden, ontstond het idee om een nieuw album op te nemen, voortbordurende op het eerste album. Het album kan dan ook gezien worden als een voortzetting/afronding van Focus. Het album is opgenomen in de Broke Wave Studios in Los Angeles. Het album werd geproduceerd door Paul Masvidal en Sean Reinert. Het album verscheen zowel als compact disc als elpee (uitgave: 6 maart 2009). De limited edition bevat een poster van de hoes.
De stijl van het album is moeilijk te omschrijven; het is een complexe mix van psychedelische rock, progressieve rock, deathmetal met grunts en fusion (in 2019 werd een betere definitie gevonden in progmetal en/of techprog). De kritieken van het album waren (binnen het genre) over het algemeen lovend, zwakste punt vond men de vocoderzang van Masdival en de korte speelduur van het album. In 2019 verscheen een remixte versie van het album, daarbij waren de grunts naar de achtergrond gedrongen.

## Musici
- Paul Masvidal – zang, gitaar, gitaarsynthesizer
- Sean Reinert – slagwerk
- Sean Malone – basgitaar, Chapman Stick
- Tymon Kruidenier van (Exivious) – gitaar, grunts

met
- Amy Correia – achtergrondzang

## Muziek
| Nr. | Titel                  | Duur |
| --- | ---------------------- | ---- |
| 1.  | Nunc Fluens            | 2:56 |
| 2.  | The Space for This     | 5:46 |
| 3.  | Evolutionary Sleeper   | 3:35 |
| 4.  | Integral Birth         | 3:53 |
| 5.  | The Unknown Guest      | 4:13 |
| 6.  | Adam's Murmur          | 3:29 |
| 7.  | King of Those Who Know | 6:09 |
| 8.  | Nunc Stans             | 4:13 |

## Recensies
- Metal Fan
- Zware Metalen
- Freek Wolff over Remixed: IO Pages 160, november 2019